# Safety (ep)
Safety is de eerste openbare uitgave van de Britse rockgroep Coldplay. Hij werd in mei 1998 in een weekend opgenomen en was bedoeld als demo voor platenmaatschappijen. De ep werd gefinancierd door Coldplay en hun manager Phil Harvey voor £ 200.
Iedereen die meegeholpen had met het tot stand komen van de ep was er zo tevreden over, dat de band besloot 500 stuks te laten maken voor distributie rond Londen. Slechts 50 stuks bereikten de platenzaken. Coldplay gaf namelijk ook veel ep's weg aan maatschappijen en familie en vrienden. De ep is tegenwoordig zeer zeldzaam en werd al op Ebay verkocht voor £ 2000.
De hoes is een foto van Chris Martin gemaakt door een vriend van de band, John Hilton.

## Nummers
1. "Bigger Stronger" - 4:51
2. "No More Keeping My Feet From The Ground" - 4:33
3. "Such A Rush" - 4:59